# ソバ
ソバ（蕎麦、学名 Fagopyrum esculentum、英: buckwheat）は、タデ科ソバ属の一年草。

## 概要
古くから利用されてきた穀類の一種。
ソバはさらに細分化した分類をすると擬穀類と分類される。ソバは穀物の一種ではあるのだが、穀物の多くはイネ科（単子葉類）であるのに対して、ソバはタデ科（双子葉類）であり穀物の中では少数派である。（他の少数派としては、アマランサス（ヒユ科）、キヌア（アカザ科）等がある。）
現在、ソバの主な産地はロシア、中華人民共和国、ウクライナ、アメリカなどである。ロシア 89万2,000t、中国 50万4,000t、ウクライナ 9万7,000tなどとなっており、現地で消費されたり輸出され、世界各地で様々に利用されている。

### 特徴
草丈は60-130cmで、茎の先端に総状花序を出し、6mmほどの花を多数つける。花の色は白、淡紅、赤、茎の色は緑、淡紅、濃紅で、鶏糞肥料のような臭いを放つ。果実の果皮色は黒、茶褐色、銀色である。主に実を食用にする。
種まきをしてから70-80日程度で収穫でき、痩せた土壌やpH6程度の土壌でも成長し結実する。

### 種類
日長反応の違いから、感光性が弱い夏型、強い秋型、両者の中間タイプの中間型があり、中間タイプはさらに夏型に近い中間型、秋型に近い中間型に分れる。さらに、栽培形態として、播種期の違いにより春播きの夏蕎麦と夏播きの秋蕎麦がある。

### 受粉
栽培種のソバは自分自身の花粉では結実しない。異型花型の胞子体型の自家不和合性を持つ、長花柱花と短花柱花間での受粉が必要な植物である。つまり、集団内に長花柱花と短花柱花が存在し、相互に受粉する必要がある。
花粉の媒介はミツバチやハナアブ類等の訪花昆虫によって行われる（訪花昆虫の他に吸血性アブ類によっても行われているとの報告もある）。

## 原産地
ド・カンドルは、ソバの原産地は中国北部からバイカル湖付近であるという説を唱え、1世紀以上にわたってこれが信じられていた。1980年代から2000年代にかけて植物学者の大西近江らは、インド、チベット、四川省西部など各地に自生するソバを採集し集団遺伝学的研究を行った。その結果、中国南部に野生祖先種 Fagopyrum esculentum ssp. ancestraleなど、ソバ属の植物が自生していることなどを見出し、「ソバの原産地は雲南省北部の三江併流と呼ばれる地域」であると唱えた。現在、これが有力視されている。

## 栽培

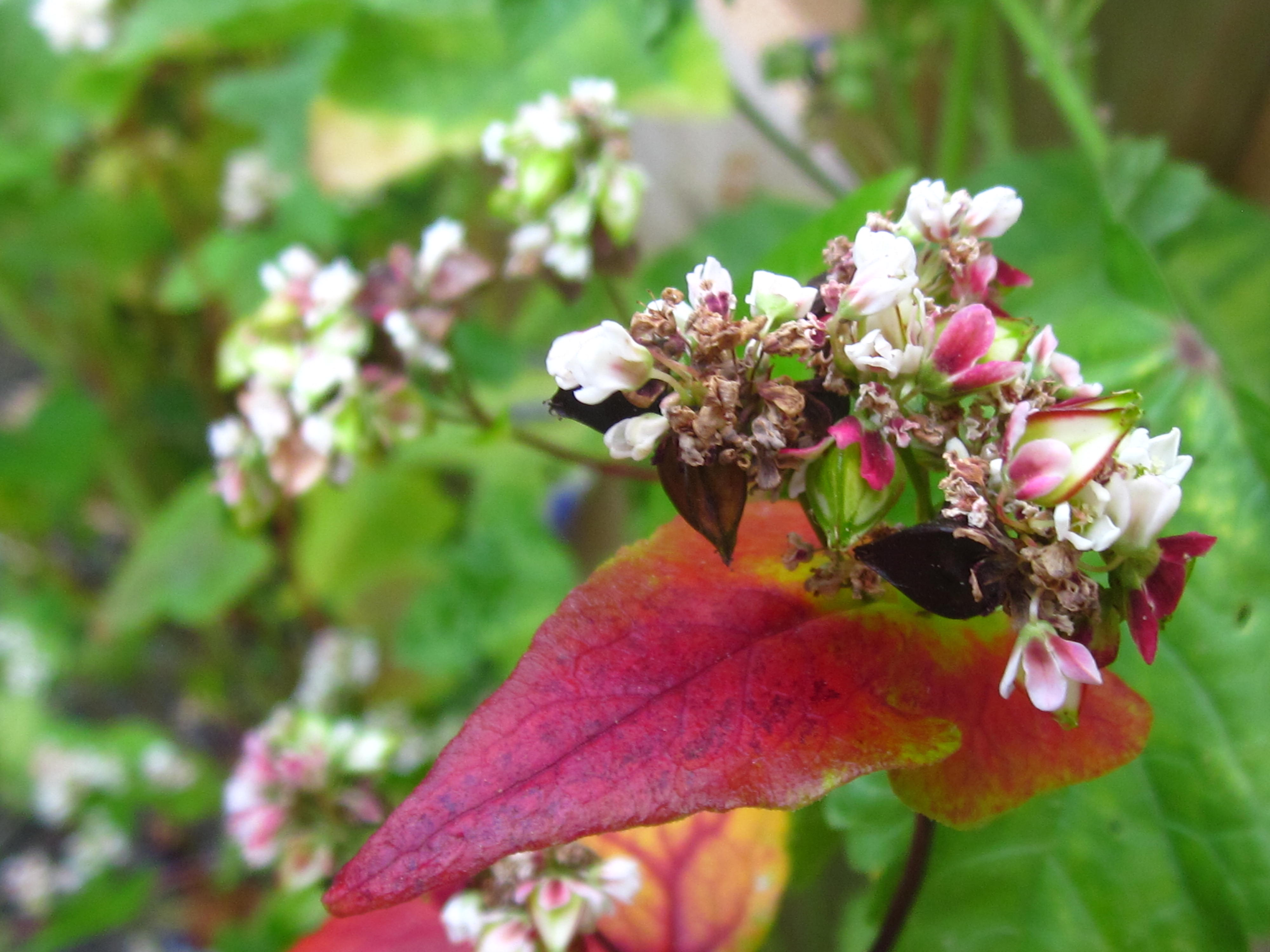
登熟の異なる子実が混在している様子

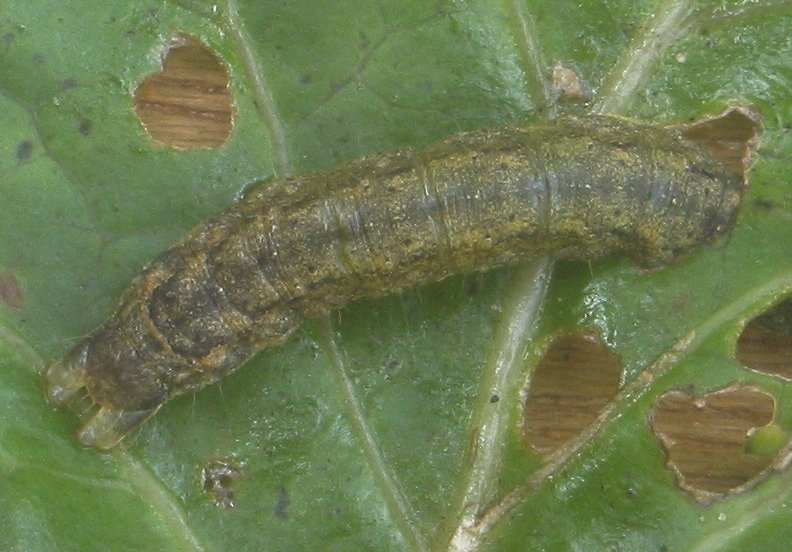
主な害虫となるヨトウガの幼虫

亜寒帯に属するような冷涼な気候、雨が少なかったり水利が悪かったりする乾燥した土地でも、容易に生育するが、湿潤には極端に弱いため多くの圃場（農場）では、暗渠施設を施工したり傾斜地が選定される。また、日最低気温の平均値が17.5℃を越えると実に栄養が行かず結実率は顕著に低下するため、山間地や冷涼な気候の地域で栽培される事が多い。夏型・秋型それぞれに適した品種があり、品種が適さない地域や時期に栽培した場合、開花期の天候は受粉率を左右し、収穫期の降雨は穂発芽（穂についたまま発芽する事）を招き収穫量と品質の低下につながる。
収穫量を確保するために施肥は必須であり化学肥料のほかに緑肥としてレンゲを利用することもある。しかし過度の施肥は葉だけが成長し開花数が少なくなり、収量の低下や食味の低下に繋がる。また、アレロパシー作用もあるため連作障害がでる。病害虫は少ないが栽培圃場では、ヨトウガ、ベト病、うどん粉病が問題になることもある。
子実(種子)の登熟は、開花からの日数（積算温度）及び日長によって決まるため、1本のソバの中に熟し具合（登熟度）の異なる物が混在し、開花が早く熟した実は落下し易いという特徴が在来種にはある。そのため、在来種では収穫時期の判断は難しく、高品位の実を収穫する為に全ての実の登熟を待つと収穫作業中に落下する実が多く発生するため、コメやムギの様な機械化された収穫が困難という側面がある。しかし、最近の新品種の登熟性は斉一に改善されており、落下による損失や早熟実の混入をある程度容認すれば機械による収穫（刈り取り）は可能であり、コンバインやソバ刈機による収穫も行われている。コンバインでの収穫の場合は、晴天日の日中に黒化率が70%から80%で行うが、茎葉の詰まりを生じぬよう刈り取り速度の抑制が必要である。

### 日本での栽培

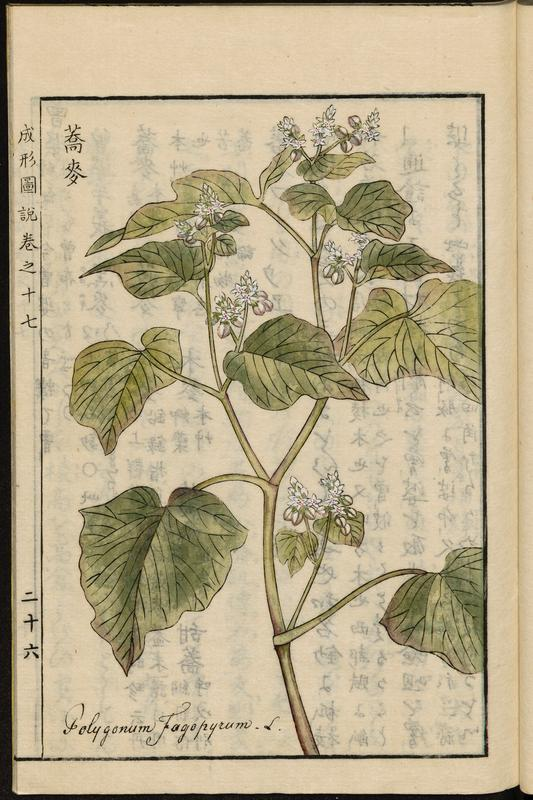
そば、江戸時代の農業百科事典『成形図説』のイラスト(1804)

高知県南国市にある縄文時代後期から弥生時代の生活痕跡が残る田村遺跡など各地の弥生遺跡からは、ソバ、イネの花粉が検出されており、伝来年代は明かではないが弥生時代から焼き畑農法で利用されていたと考えられている。
日本では救荒食物として5世紀から栽培されていた。
現代日本での主産地は北海道の道北地域である。ソバの作付面積日本一は北海道幌加内町で約3200ha（2014年産）である。
北海道では年一作で、5-7月に種播きをし8-10月に収穫をする。つまり、北海道では夏ソバ、秋ソバの区別はない。北海道産品種は夏ソバにも秋ソバにも利用できる品種群であり、北海道の夏型の牡丹そばを本州で夏播きした場合には秋ソバになる。北海道でのソバ収穫が日本のソバ栽培における新ソバ（秋ソバ）収穫シーズン開始の合図とされる。
東北地方から中部高冷地などでは、4-5月に播種をし7-8月（夏ソバ）の収穫と、7-8月に播種をし9-11月の収穫（秋ソバ）が行われるほか、九州など温暖な地域では播種時期を3-4月とすることで収穫量を確保した栽培も可能である。ただし、九州などの温暖な地域に於いて長野県などで栽培されている品種を春蒔栽培すると、収穫期が梅雨期に重なり穂発芽しやすくなり収穫量が減少する。沖縄本島では土壌浸食防止対策と収益確保可能な作物の可能性を探る際にソバの栽培試験が行われ、11月上旬播種の翌年1月収穫が好成績であったと報告されている。
近年、休耕田における栽培等、水はけの悪い環境での栽培が増加している。しかし、ソバは特に耐湿性の低い畑作物であり、発芽期に湛水すると生産は壊滅的となる。苗立ち後では栄養成長から生殖成長に移行する花芽形成期に過湿条件に遭うと収量が低下する。そのため、水田転換畑で栽培を行う場合は暗渠の設置や畝立て等排水性を向上させる工夫が必要となる。
自然乾燥して圃場に高水分のまま放置すると、食味の低下やカビの発生を招く。したがって、高品質なソバ生産ではコンバイン収穫が一般的であり、この場合、速やかに乾燥をする必要がある。機械を使用した送風乾燥の場合は 30℃以下の送風が望ましいとされている。早期収穫ソバの場合は水分が15 - 20%ほど多いので40℃の送風を行うことも可能で、むしろ常温送風では時間がかかり品質が低下したというデータもあり、刈り取ったソバの水分状態により適切な温度で調整する必要がある。

### 品種改良
「収穫量の安定化（増加）」、「栽培特性・品質の向上」、「耐病性向上」、「結実した種子の落下（脱粒）抑制」などを目的とした品種改良が行われている。例えば収量増のための自家不和合性に関しては、自家不和合性を無くす試みも行われてきたが、深刻な自殖弱性を引き起こし、国内外の研究者に成功例はなく、収量増に寄与していない。

## 語源
「ソバ」の名は栽培地や植物の性質を表したものと考えられている。
『倭名類聚抄』には「蕎麦」の和名として「曽波牟岐（そはむき）」（さらに一名として「久呂無木（くろむき）」）とある。また『古今著聞集』には「そまむぎ」とある。「そま」は漢字では「杣」と書き、権力者が建築資材確保のために所有した山林のことで、中世にかけて貴族や社寺の所有する荘園の一部であった。このことから「杣」のような山で栽培される畑作物の意味で「そまむぎ」と呼ばれていたと考えられている。
また、山の険しい地形を意味する「岨（そわ）」や「そは」の語や険阻なことを意味する「曾波（そば）」の語から地形に由来するという説もある。
日本各地にある「ソマ」、「ソバ」、「ソワ」、「ソハ」の地名はソバ栽培との関連性が指摘されている（ただし「ソワ」などは地形にも由来し気温が高くソバ栽培が行われていない地域にも分布しており全てがソバ栽培と関連するわけではない）。
なお、英語名の「buckwheat」、ドイツ語名の「Buchweizen」は、ブナと似た形の実を付けるコムギのような作物という意味（英名「buckwheat」=「beech（ブナ、転じて『buck』の形）」+「wheat（小麦）」）である。

## 生産と流通

### 世界の生産
世界での主要産国としてはロシア、中華人民共和国、ウクライナ等が挙げられる。以下に国連食糧農業機関の統計による2020年の国別生産量を示す。
1. ロシア：89万2,000t
2. 中国：50万4,000t
3. ウクライナ：9万7,000t
4. アメリカ合衆国：8万6,000t
5. ブラジル：6万5,000t
6. 日本：4万5,000t

なお『日本大百科全書』では主要な生産国について2017年のデータにもとづいて、ロシア（152万4280 t）、中国（144万7292 t）、ウクライナ（18万0440 t）、フランス（12万7406 t）の順に挙げていた。

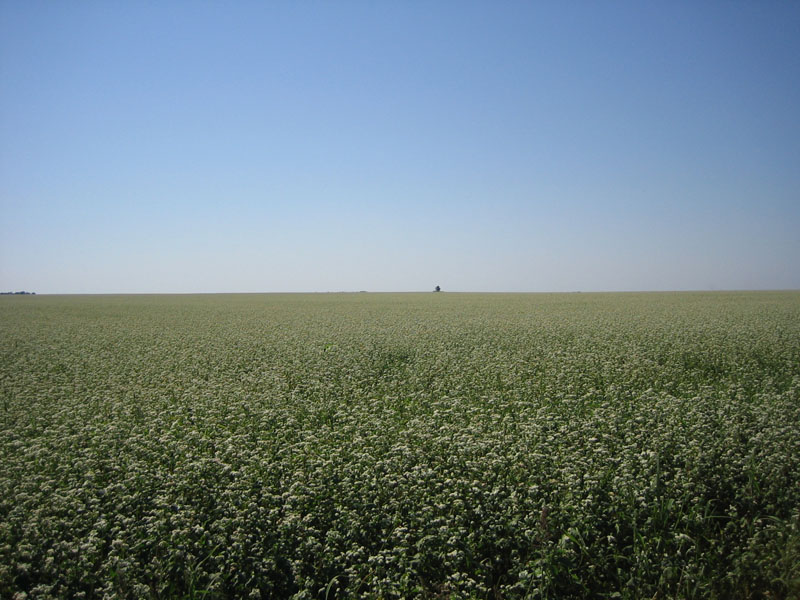
ロシア、ヴォルゴグラード州のソバ畑
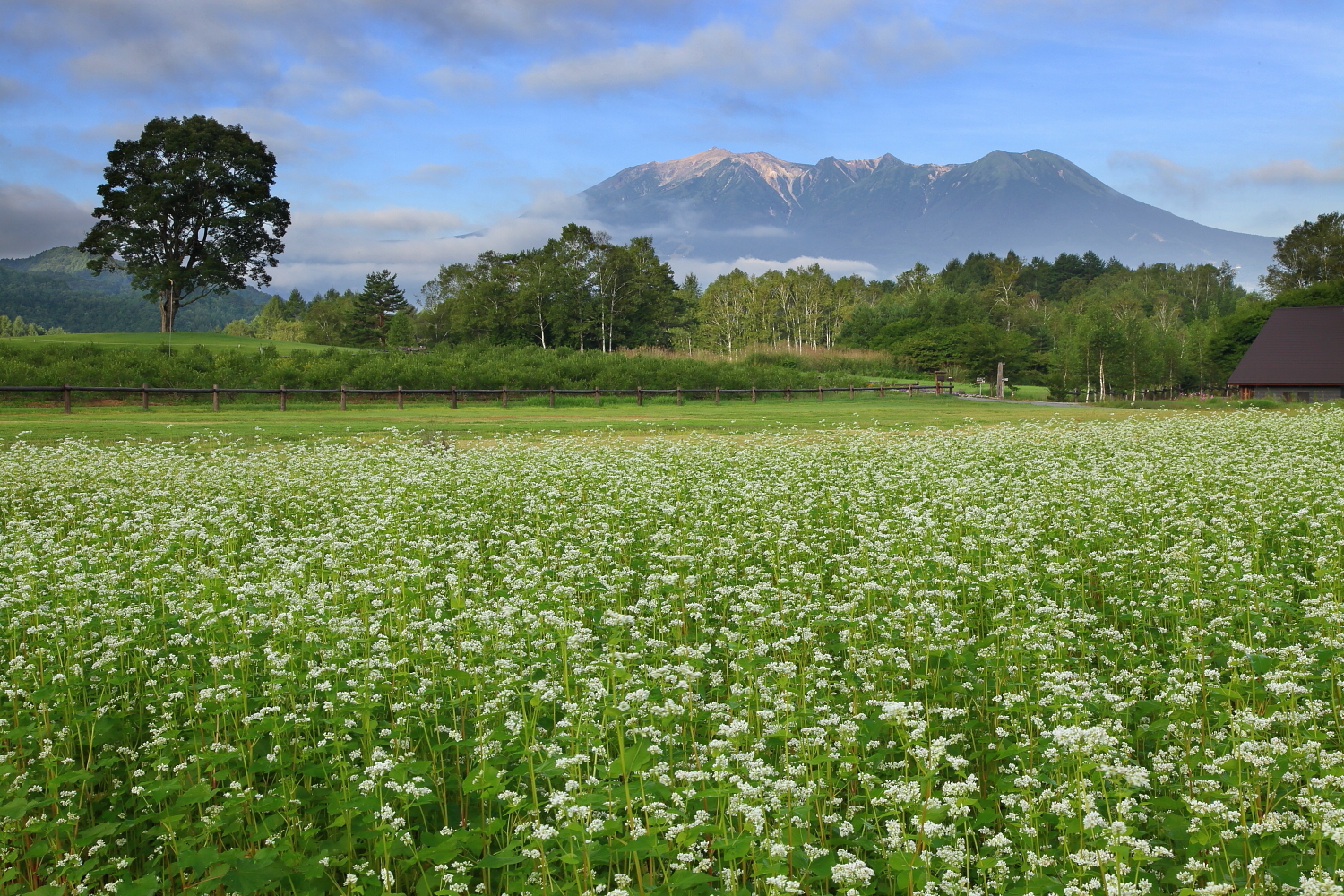
日本のソバ畑（長野県木曽町）
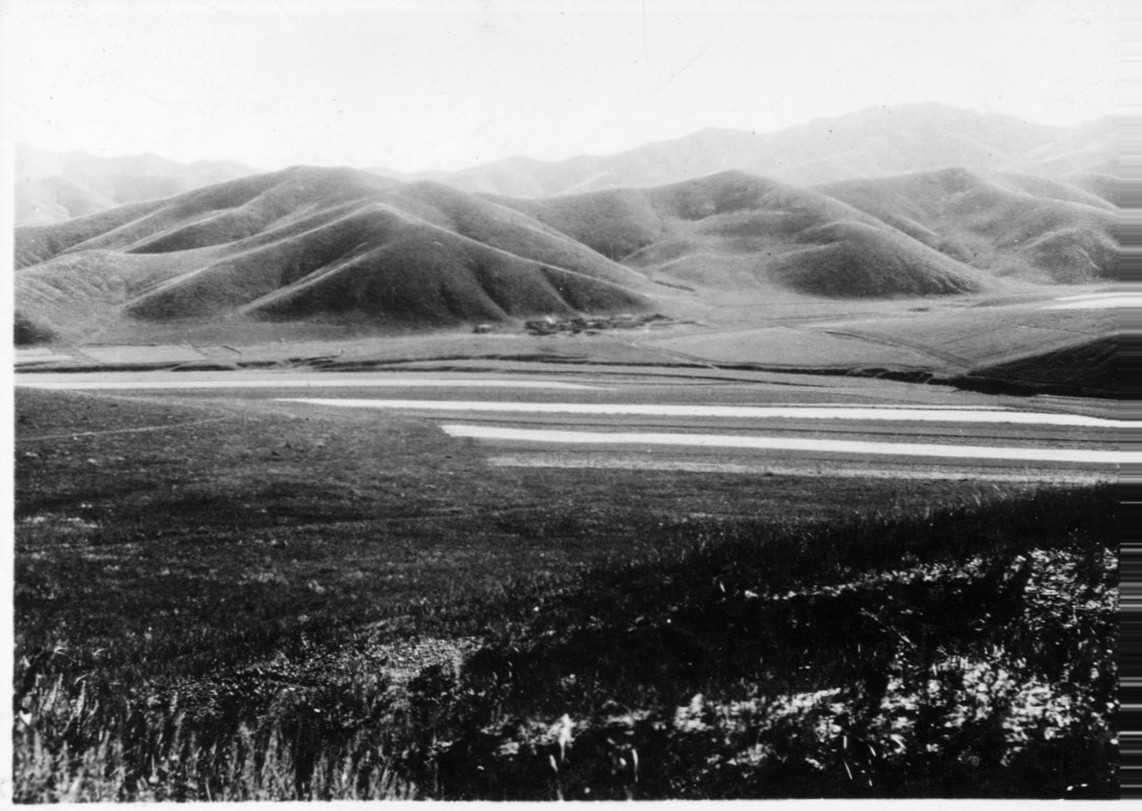
興安嶺（現在の中華人民共和国内モンゴル自治区フルンボイル市付近）のソバ畑（1932年ころの雑誌に掲載された写真）

ソバは収穫後は十分な乾燥を経て殻付きのまま保管され、殻付きあるいは殻を剥いた「玄ソバ」も流通し、また製粉業者によって製粉加工されたものも流通する。

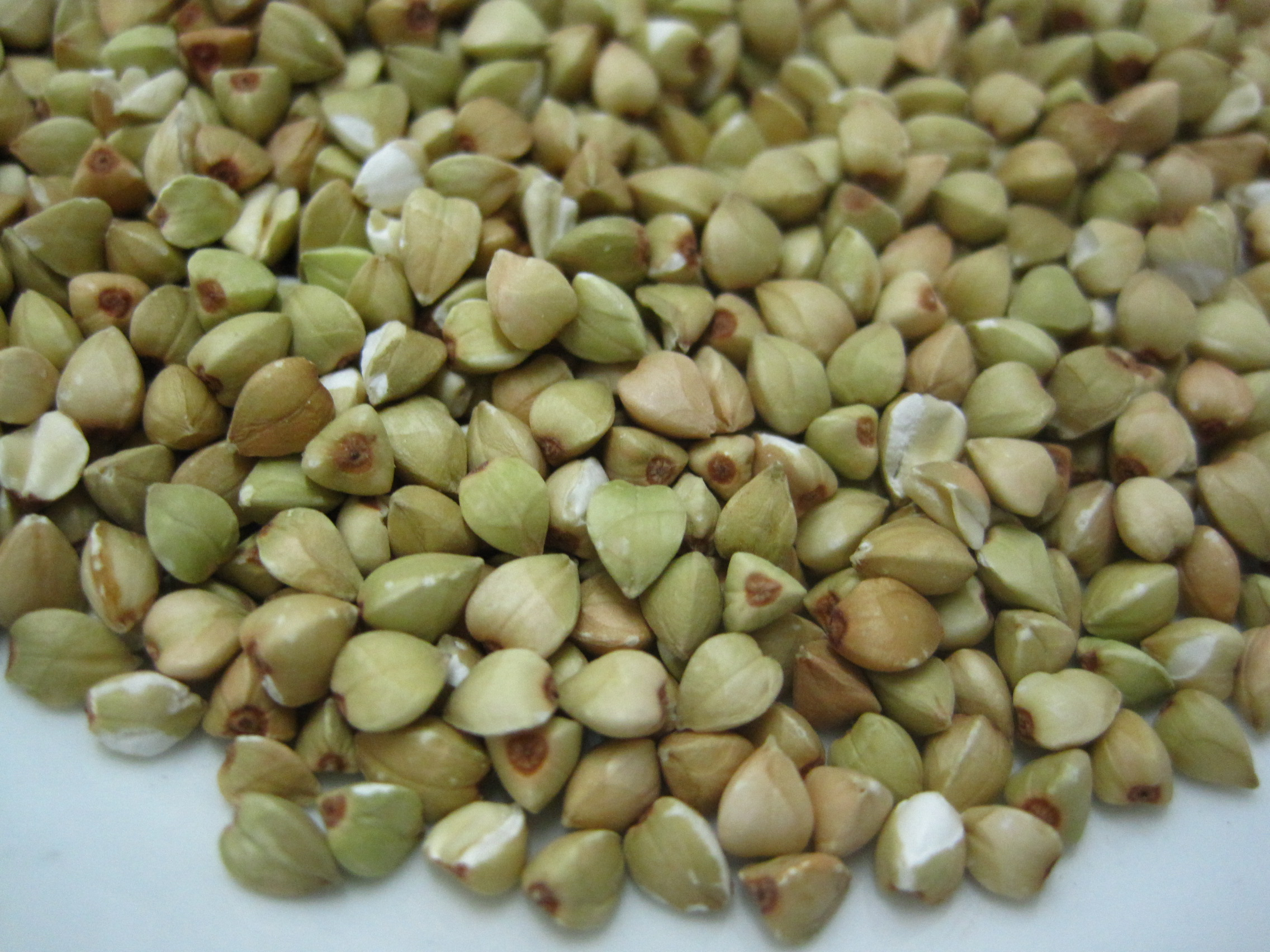
殻を剥かれた玄ソバ
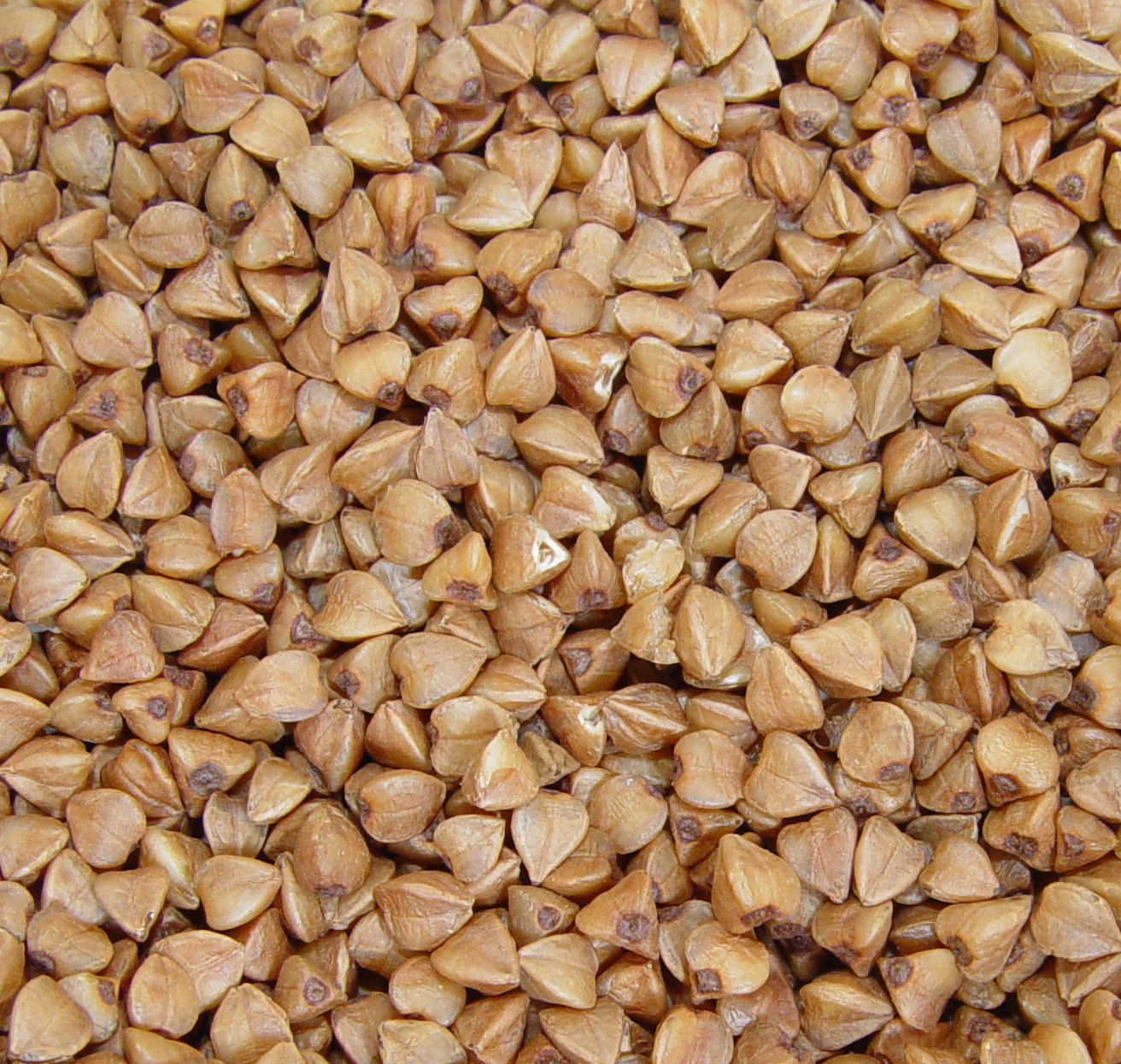
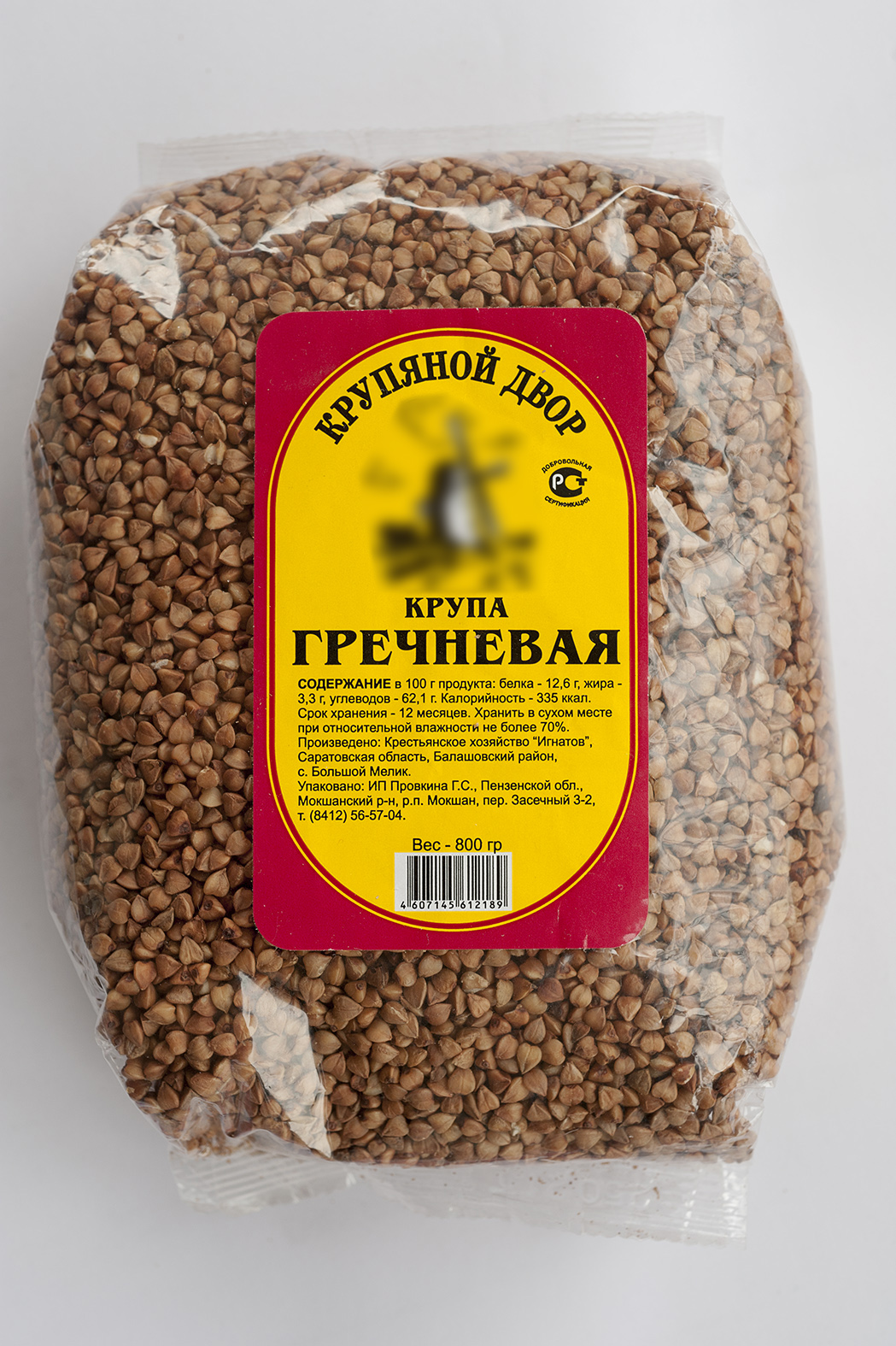
軽く焙煎されたソバの小売パッケージの例

### ロシアでの生産
世界最大のソバ生産国はロシアである。
ロシアでは古くから主要な食糧という位置づけで、ロシアの寒冷な気候、痩せた土壌、短い夏でも安定した収穫をもたらしてきた。
2021年現在、ソバはロシア49の州で栽培されている。ソバが総収穫量の約75%を占める主要な地域にはアルタイ地方、バシコルトスタン共和国、クルスク、ボロネージ、オリョルなどがある。2021年は播種面積が12.1%増加し、最大975.9千ヘクタールとなり、悪天候下でも安定した収穫が可能になった。ロシアでのソバの生産は、国内市場の需要を完全に満たしている。2021年11月17日までに103万7千トンのソバが収穫された。
なおロシア文化におけるソバは貧困者の食べ物の代表格であり、「貧しい人間は小麦を食べることが出来ずソバ粥(カーシャ)しか食べられない」と言われ（日本におけるアワやヒエのような扱われ方で）、諺などにも登場し、ソビエト末期の食糧難時代を経験した世代は、今でも貧乏食の代表格というイメージをいだき続けている。

### 日本での生産
上の2020年のデータでは、日本での生産は4万5,000トンであり、世界6位という規模である。日本での主要産地は北海道、山形県、長野県、茨城県である。
（なお日本で消費されているソバの大半は輸入品である。自給率は2割程度で推移しており、8割ほどが輸入品である。他の穀物よりも単位面積あたりの収量が低い（コメは500kg/10a、小麦は300～600kg/10aに比し、ソバは80～100kg/10a）ので、（諸事情で）産量も少なくなっている。主要生産国でも中国が減産傾向にあり、ロシア産への依存度が高くなってきている。）
1980年代より新品種の開発が加速化し、品種項に示す品種群が開発されたが、60 - 75日の生育期間のソバであり、他花受粉のソバでは画期的な収穫量の大幅向上には至っていない。また、生育期間がこれ以上の長期になると、台風、降雨、霜害等の気象障害に遭遇するリスクが高くなるため、晩生化の育種は試みられていない。なお、ジャガイモの生育期間は100 - 130日であり、ソバよりはるかに長い。
昭和50年代中頃から水田稲作の転作作物として休耕田などを利用した栽培が増え、農業者戸別所得補償制度による政策が図られたため、日本での生産量は2010年以降、急増した。しかし、消費量の内訳は、80%は輸入品である。その内訳としては、何年時点で？、84%が中華人民共和国、12%がアメリカ合衆国と続き、カナダからの輸入は1.2%にすぎない状態だった。

#### 作付面積
休耕田などを利用した栽培、耕作放棄地の耕作促進政策などによる増産のため、2011年以降、飛躍的に拡大した。農林水産省の統計によると1986年の19,600haから2017年の62,900haからへと増加した。過去14年間の道府県別作付面積上位10位は以下のとおりである。
| 順位          | 2004年        | 2005年        | 2006年        | 2007年        | 2008年        | 2009年        | 2010年        | 2011年        | 2012年        | 2013年        | 2014年        | 2015年        | 2016年        | 2017年        | 2018年        | 2019年        |
| ------------- | ------------- | ------------- | ------------- | ------------- | ------------- | ------------- | ------------- | ------------- | ------------- | ------------- | ------------- | ------------- | ------------- | ------------- | ------------- | ------------- |
| 1             | 北海道 14,800 | 北海道 16,800 | 北海道 16,400 | 北海道 16,800 | 北海道 16,500 | 北海道 14,900 | 北海道 15,400 | 北海道 19,300 | 北海道 21,700 | 北海道 22,200 | 北海道 21,600 | 北海道 20,800 | 北海道 21,500 | 北海道 22,900 | 北海道 24,400 | 北海道 25,200 |
| 2             | 福島県 3,350  | 山形県 3,200  | 山形県 3,250  | 山形県 3,430  | 山形県 3,920  | 山形県 4,090  | 山形県 4,110  | 山形県 4,670  | 山形県 4,960  | 山形県 4,940  | 山形県 4,880  | 山形県 4,900  | 山形県 5,100  | 山形県 5,100  | 山形県 5,040  | 山形県 5,260  |
| 3             | 山形県 2,980  | 福島県 3,070  | 福島県 2,970  | 福島県 2,990  | 福島県 3,300  | 福島県 3,190  | 福島県 3,450  | 福井県 3,950  | 福井県 4,050  | 長野県 3,890  | 長野県 4,060  | 長野県 3,970  | 長野県 4,130  | 長野県 4,190  | 長野県 4,250  | 長野県 4,410  |
| 4             | 長野県 2,650  | 青森県 2,830  | 青森県 2,780  | 青森県 2,880  | 青森県 2,910  | 福井県 2,730  | 福井県 3,260  | 福島県 3,750  | 長野県 3,970  | 福井県 3,850  | 福井県 3,800  | 福井県 3,720  | 福島県 3,860  | 福島県 3,860  | 福島県 3,720  | 秋田県 3,770  |
| 5             | 青森県 2,460  | 長野県 2,600  | 長野県 2,640  | 長野県 2,580  | 福井県 2,710  | 長野県 2,680  | 長野県 2,960  | 長野県 3,630  | 福島県 3,770  | 福島県 3,830  | 福島県 3,710  | 福島県 3,620  | 福井県 3,760  | 秋田県 3,730  | 秋田県 3,610  | 福島県 3,740  |
| 6             | 茨城県 2,350  | 茨城県 2,340  | 茨城県 2,480  | 茨城県 2,550  | 長野県 2,660  | 青森県 2,430  | 茨城県 2,370  | 茨城県 2,680  | 茨城県 3,050  | 秋田県 3,070  | 秋田県 3,130  | 秋田県 3,110  | 秋田県 3,550  | 福井県 3,700  | 茨城県 3,370  | 茨城県 3,460  |
| 7             | 新潟県 2,020  | 福井県 1,740  | 福井県 2,060  | 福井県 2,400  | 茨城県 2,280  | 茨城県 2,260  | 秋田県 2,090  | 秋田県 2,540  | 秋田県 2,870  | 茨城県 2,980  | 茨城県 2,950  | 茨城県 2,870  | 茨城県 2,980  | 茨城県 3,270  | 福井県 3,350  | 福井県 3,300  |
| 8             | 秋田県 1,850  | 新潟県 1,590  | 栃木県 1,590  | 栃木県 1,600  | 秋田県 2,010  | 秋田県 2,010  | 栃木県 1,860  | 栃木県 2,100  | 栃木県 2,200  | 栃木県 2,250  | 栃木県 2,270  | 栃木県 2,100  | 栃木県 2,250  | 栃木県 2,490  | 栃木県 2,700  | 栃木県 2,960  |
| 9             | 福井県 1,790  | 栃木県 1,580  | 新潟県 1,520  | 新潟県 1,430  | 栃木県 1,630  | 栃木県 1,690  | 青森県 1,810  | 青森県 1,940  | 青森県 2,040  | 青森県 1,970  | 青森県 1,800  | 岩手県 1,620  | 岩手県 1,620  | 岩手県 1,760  | 岩手県 1,780  | 岩手県 1,760  |
| 10            | 栃木県 1,490  | 秋田県 1,430  | 秋田県 1,410  | 秋田県 1,420  | 新潟県 1,560  | 新潟県 1,450  | 新潟県 1,520  | 新潟県 1,590  | 新潟県 1,680  | 新潟県 1,690  | 岩手県 1,610  | 青森県 1,540  | 青森県 1,610  | 青森県 1,610  | 青森県 1,640  | 青森県 1,680  |
| 国内 作付面積 | 43,500        | 44,700        | 44,800        | 46,100        | 47,300        | 45,400        | 47,700        | 56,400        | 61,000        | 61,400        | 59,900        | 58,200        | 60,600        | 62,900        | 63,900        | 65,400        |

#### 生産量
過去8年間の生産量上位10道県は次のとおりである。2007年より、主産道県として、11道県のみが報告されるようになった。ソバが農業者戸別所得補償制度の戦略作物に指定されたことにより、2010年より全国の生産量が報告されるようになった。2011年、農業者戸別所得補償制度の実施により、収穫量が急増した。夏ソバの需要はあるものの、作付面積、生産量は低く主産地の九州はベスト10に入っていない。日本のソバ生産は、北海道産と秋ソバが主流である。
| 順位          | 2004年                    | 2005年         | 2006年         | 2007年        | 2008年        | 2009年        | 2010年         | 2011年        | 2012年        | 2013年         | 2014年        | 2015年         | 2016年        | 2017年        | 2018年        | 2019年        |
| ------------- | ------------------------- | -------------- | -------------- | ------------- | ------------- | ------------- | -------------- | ------------- | ------------- | -------------- | ------------- | -------------- | ------------- | ------------- | ------------- | ------------- |
| 1             | 北海道 7,650              | 北海道 15,600  | 北海道 14,200  | 北海道 12,900 | 北海道 11,400 | 北海道 7,000  | 北海道 11,100  | 北海道 11,400 | 北海道 19,700 | 北海道 15,100  | 北海道 13,000 | 北海道 16,000  | 北海道 12,300 | 北海道 17,600 | 北海道 11,400 | 北海道 19,400 |
| 2             | 福島県 2,410              | 茨城県 2,410   | 茨城県 2,880   | 茨城県 2,520  | 長野県 2,130  | 長野県 1,340  | 長野県 2,220   | 福島県 2,630  | 長野県 3,370  | 長野県 2,680   | 長野県 2,560  | 長野県 2,340   | 茨城県 1,970  | 長野県 2,180  | 長野県 2,300  | 長野県 2,910  |
| 3             | 長野県 1,960              | 長野県 2,080   | 長野県 2,320   | 長野県 2,090  | 福島県 1,910  | 山形県 1,100  | 山形県 1,930   | 山形県 2,570  | 茨城県 2,750  | 茨城県 2,150   | 茨城県 2,120  | 茨城県 1,980   | 山形県 1,840  | 茨城県 1,930  | 茨城県 2,020  | 山形県 2,520  |
| 4             | 山形県 1,730              | 山形県 1,700   | 福島県 1,900   | 山形県 1,890  | 山形県 1,610  | 茨城県 1,080  | 福島県 1,860   | 長野県 2,400  | 山形県 2,380  | 福島県 1,800   | 山形県 2,100  | 福井県 1,930   | 長野県 1,780  | 栃木県 1,770  | 栃木県 2,000  | 栃木県 2,190  |
| 5             | 茨城県 1,220 栃木県 1,220 | 福島県 1,600   | 栃木県 1,690   | 福井県 1,610  | 茨城県 1,600  | 福井県 1,060  | 福井県 1,730   | 茨城県 2,330  | 福井県 2,260  | 山形県 1,730   | 福島県 1,930  | 山形県 1,620   | 福井県 1,500  | 福島県 1,700  | 福島県 1,860  | 秋田県 2,070  |
| 6             | 茨城県 1,220 栃木県 1,220 | 栃木県 1,280   | 山形県 1,620   | 栃木県 1,570  | 福井県 1,420  | 福島県 971    | 茨城県 1,640   | 福井県 1,940  | 栃木県 2,220  | 鹿児島県 1,290 | 栃木県 1,820  | 栃木県 1,600   | 秋田県 1,490  | 山形県 1,580  | 山形県 1,610  | 茨城県 1,940  |
| 7             | 福井県 627                | 鹿児島県 1,160 | 福井県 1,500   | 福島県 1,560  | 栃木県 994    | 栃木県 828    | 栃木県 1,400   | 栃木県 1,870  | 秋田県 1,410  | 秋田県 1,070   | 秋田県 1,250  | 秋田県 1,370   | 福島県 1,390  | 秋田県 1,080  | 秋田県 1,260  | 福島県 1,910  |
| 8             | 青森県 615                | 福井県 1,060   | 鹿児島県 1,380 | 青森県 720    | 秋田県 704    | 秋田県 669    | 鹿児島県 1,220 | 秋田県 1,020  | 福島県 2,150  | 福井県 924     | 岩手県 982    | 福島県 1,300   | 栃木県 1,350  | 岩手県 845    | 福井県 1,210  | 岩手県 1,370  |
| 9             | 秋田県 574                | 青森県 849     | 青森県 778     | 新潟県 684    | 新潟県 686    | 新潟県 551    | 新潟県 760     | 新潟県 890    | 岩手県 998    | 岩手県 647     | 福井県 760    | 鹿児島県 1,040 | 岩手県 940    | 福井県 814    | 岩手県 1,070  | 福井県 1,220  |
| 10            | 新潟県 480                | 秋田県 586     | 秋田県 747     | 秋田県 582    | 青森県 611    | 青森県 510    | 岩手県 721     | 鹿児島県 775  | 青森県 836    | 新潟県 592     | 新潟県 664    | 岩手県 972     | 新潟県 562    | 新潟県 511    | 青森県 607    | 鹿児島県 946  |
| 主産県 生産量 | 26道県 20,400             | 26道県 31,200  | 26道県 33,000  | 11道県 26,300 | 11道県 23,200 | 11道県 15,300 | 29,700         | 32,000        | 44,600        | 33,100         | 31,200        | 34,700         | 28,500        | 33,900        | 29,000        | 41,200        |

## 日本の輸入と輸出

### 輸出
第二次世界大戦以前にアメリカ合衆国等へ輸出が行われた。乾めん等で世界各地へ輸出され振興が図られている。

### 輸入
第二次世界大戦以前に満州からの輸入が行われた。戦後、1952年に南アフリカからの輸入が開始され、その後輸入は急激な伸びを続け、1970年頃には70%を超え、1980年頃に80%を超えてからは80%台を推移していた。日本国内でのソバ消費と生産の上方傾向によって2000年に輸入ソバが80%を切り、それ以降は輸入ソバが80%前後を推移している。近年の消費量の約80%は輸入品であり、2009年の農水省による貿易統計によると、中華人民共和国・43,654トン、アメリカ合衆国・15,219トンとこの二か国で輸入の98.7%を占めるが、それ以下は極めて少ない。
近年、中国産玄ソバの輸入が減少傾向にあるが、これは加工品（抜き実）の輸入が増加しているためである。しかし、貿易統計では加工品として一括されるため、抜き実の正確な量は公表されていない。また、バイオ燃料などの影響により世界的に穀物の需給動向は変化している。

### 日本の輸入に関する最近のトピック
- 2003年2月 - 旧神居農協組合長が所得税法違反（脱税容疑）逮捕され、引き続き中国産の玄そばを江丹別産と偽って販売していたという不正競争防止法違反（原産地を誤認させる行為）容疑で再逮捕された。
- 2004年
  - 6月 - A製粉（札幌市）が「北海道産そば粉100%」と表示する商品に米国産の輸入そば粉を混ぜて売っていたことが発覚した。
  - 7月 - B製粉（札幌市）が北海道・幌加内産として製めん業者に卸したそば粉に、中国産を混入していたことが発覚した。
- 2005年10月 - 中華人民共和国から輸入されたソバからカビ毒（マイコトキシン）であるアフラトキシンが検出された。
- 2006年
  - 2月 - 日穀製粉（松本市）と松屋製粉（宇都宮市）の2社が業務用そば粉を値上げ。中国産玄そばの高騰並びに原油高によるコストアップがその理由である。
  - 12月 - 中国から輸入されたソバから残留基準値を超える殺虫剤・メタミドホスが検出された。
- 2007年12月
  - 中国政府は、輸出奨励金（そば5%）を 2008年3月以降廃止すると発表、2008年1月1日から輸出する農産物57品目に5-20%の関税を賦課すると発表した（玄蕎麦は20%、抜き実は5%）。
- 2008年
  - 3月 - 松屋製粉が5月より外国産そば粉23円/kg値上げを発表。
  - 11月 - 世界的な穀物高騰を受けて、食料の国内供給優先政策を取ってきた中国が、食料の輸出制限措置を12月1日から緩和することが分かった。ソバ、トウモロコシの輸出暫定関税を撤廃する。
- 2010年
  - 8月 - 松屋製粉（宇都宮市）は8月24日、10月出荷分から中国産ソバ粉を1キロ30円引き上げると発表し、最大手の日穀製粉（長野市）に続いた。最大3割の上げ幅となる。中国産原料の価格が高騰したため。
  - 10月 - ロシアが中国産玄ソバ（2010年産）大量買い付け。10月輸入された2010年産の国内卸価格は45キログラム5750円。9月（2009年産）に比べ3割高い。
- 2011年
  - 3月 - 中国産玄ソバが29年ぶり高値（6,500円/45kg）。
  - 4月 - 米国産玄ソバの2011年産の日本向け播種前契約価格が、2010年産に比べて約3割の引き上げで決着。

## 利用

### 食用
ソバは世界各地で食用にされる。ロシア・ウクライナなど東欧では粥状にしたカーシャを食べる。
フランス、特にブルターニュ地方では粉にひいて焼くガレットという料理が主食として食されている。
粉にしてから麺にしたものでは、日本の蕎麦、朝鮮の冷麺などがあり、中国ではヘロ（餄餎）といって、丸い穴をあけた器械からところてんのように押しだして麺にする。イタリアのピッツォッケリもある。
日本においては、縄文時代晩期から、丸剥きをして茹でたものが蕎麦粥として食されていた。中国大陸の明から石臼による製粉技術がもたらされた鎌倉時代末期～室町時代初期からは「蕎麦がき」・「そばもち」としても食べられていたが、遅くとも戦国時代中期には細い麺状にしたものを茹でて供する食法「蕎麦切り（そばきり）」が考案され、江戸時代中期以降にはそれが主流となって大流行した。現代日本では、蕎麦や蕎麦がきなどにして食べるのが主な食べ方である。

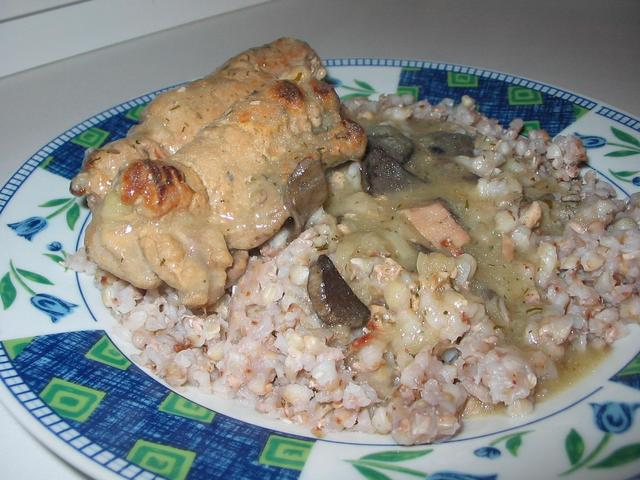
豚肉の巻焼きに添えられたウクライナのカーシャ
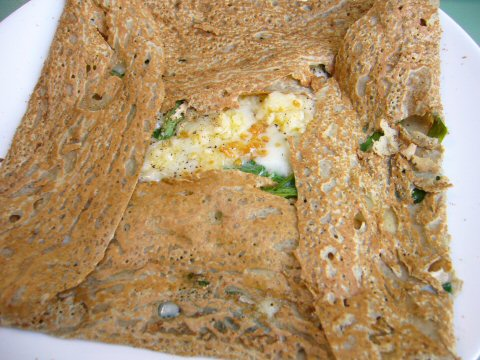
フランス、ブルターニュ地方のガレット
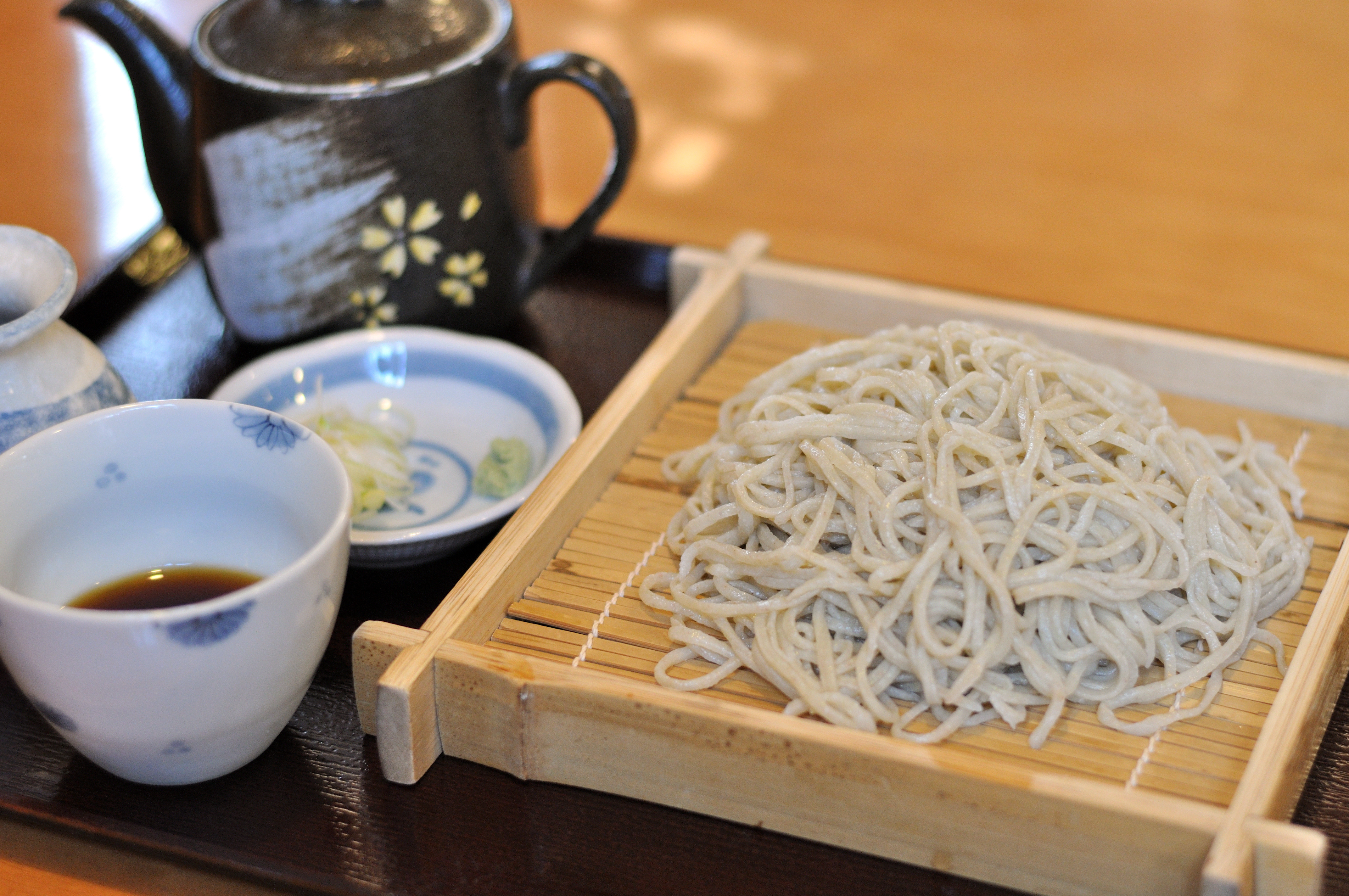
日本の蕎麦（一例）
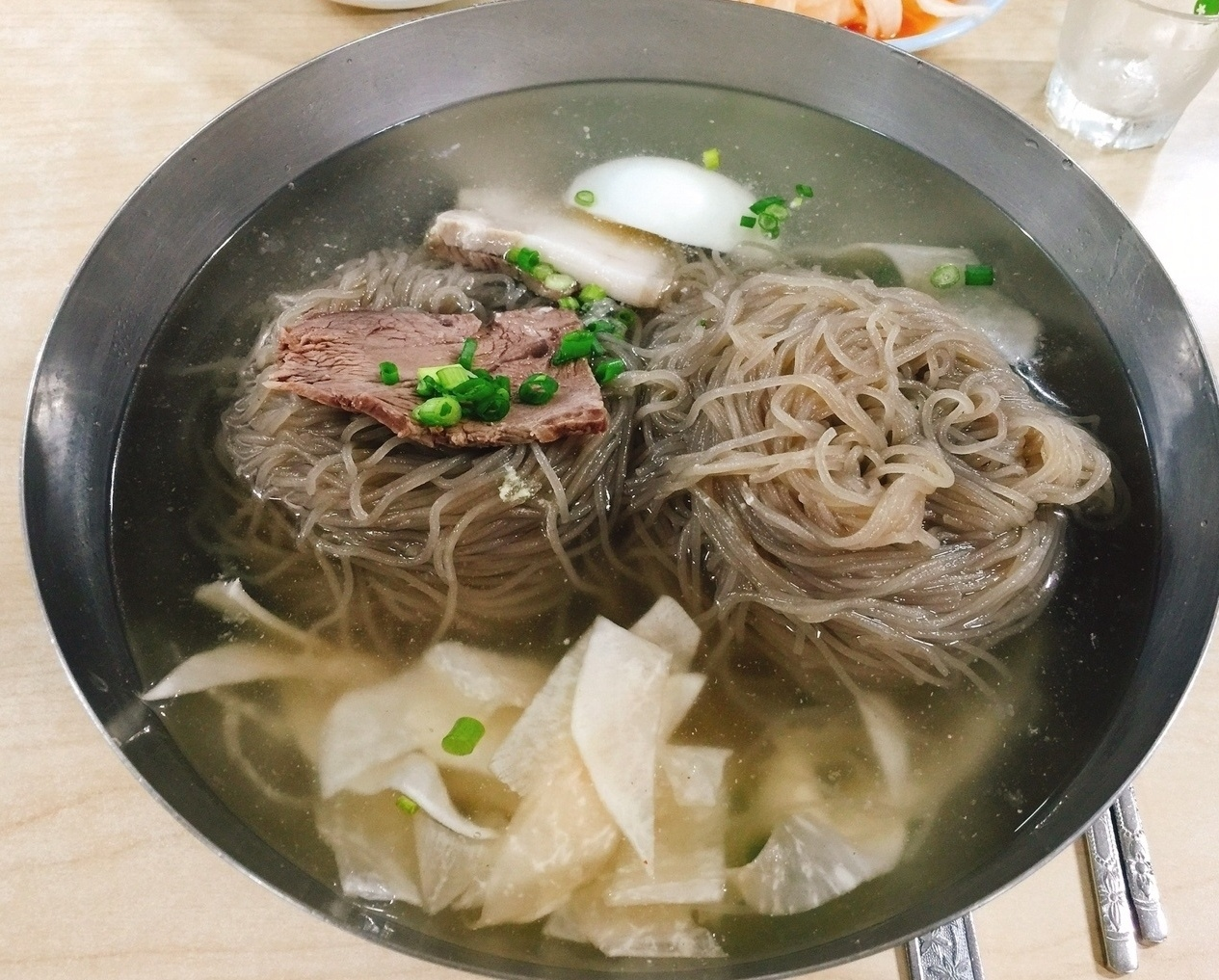
朝鮮の冷麺（一例）
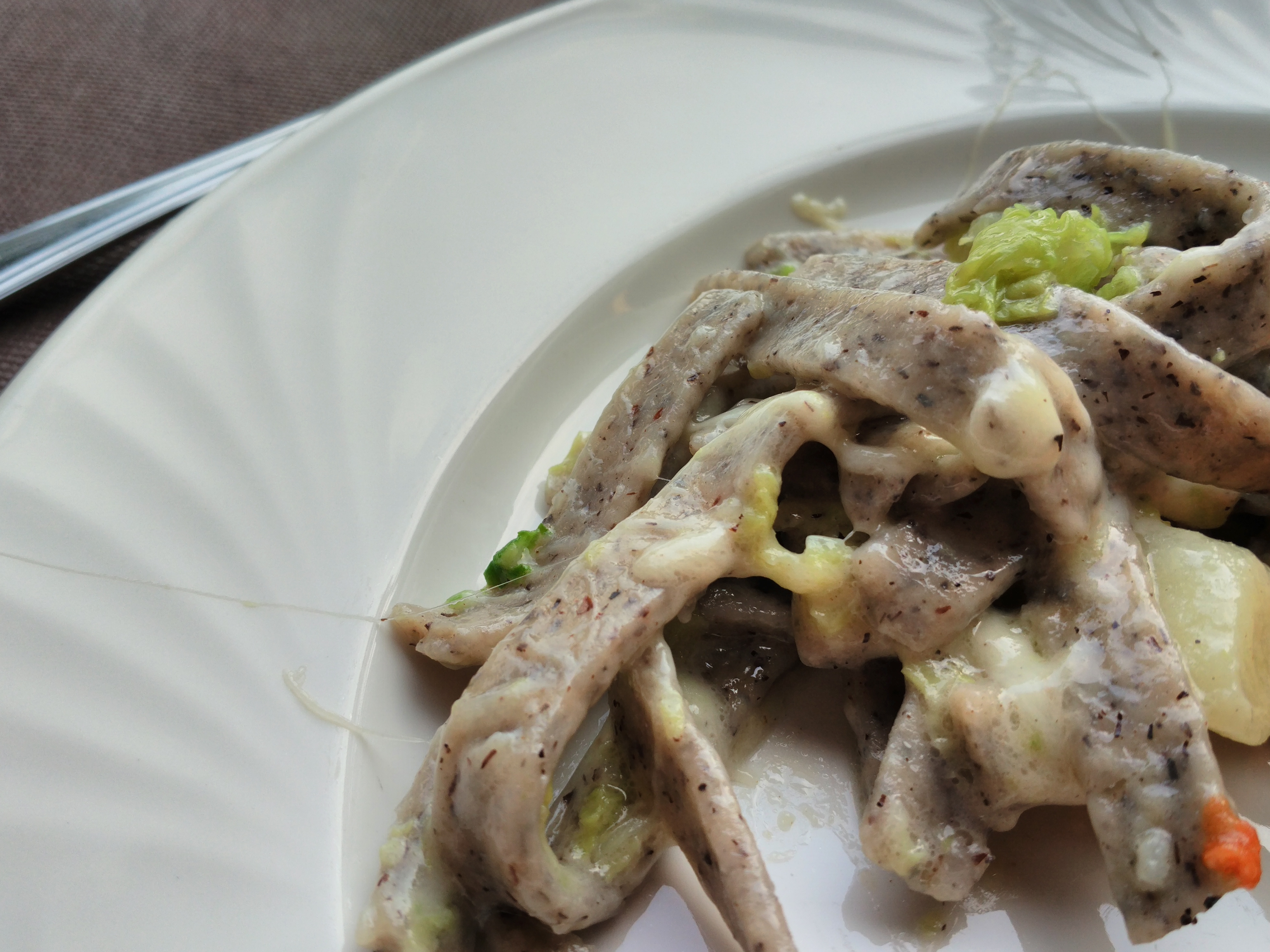
イタリアのピッツォッケリ
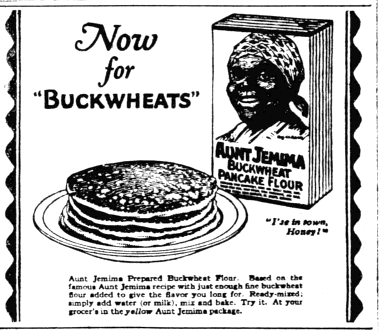
アメリカのソバのパンケーキ
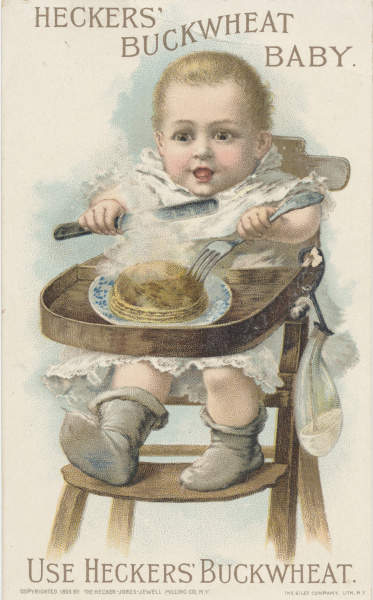
製粉会社の広告において、ソバのパンケーキを食べる赤ちゃん
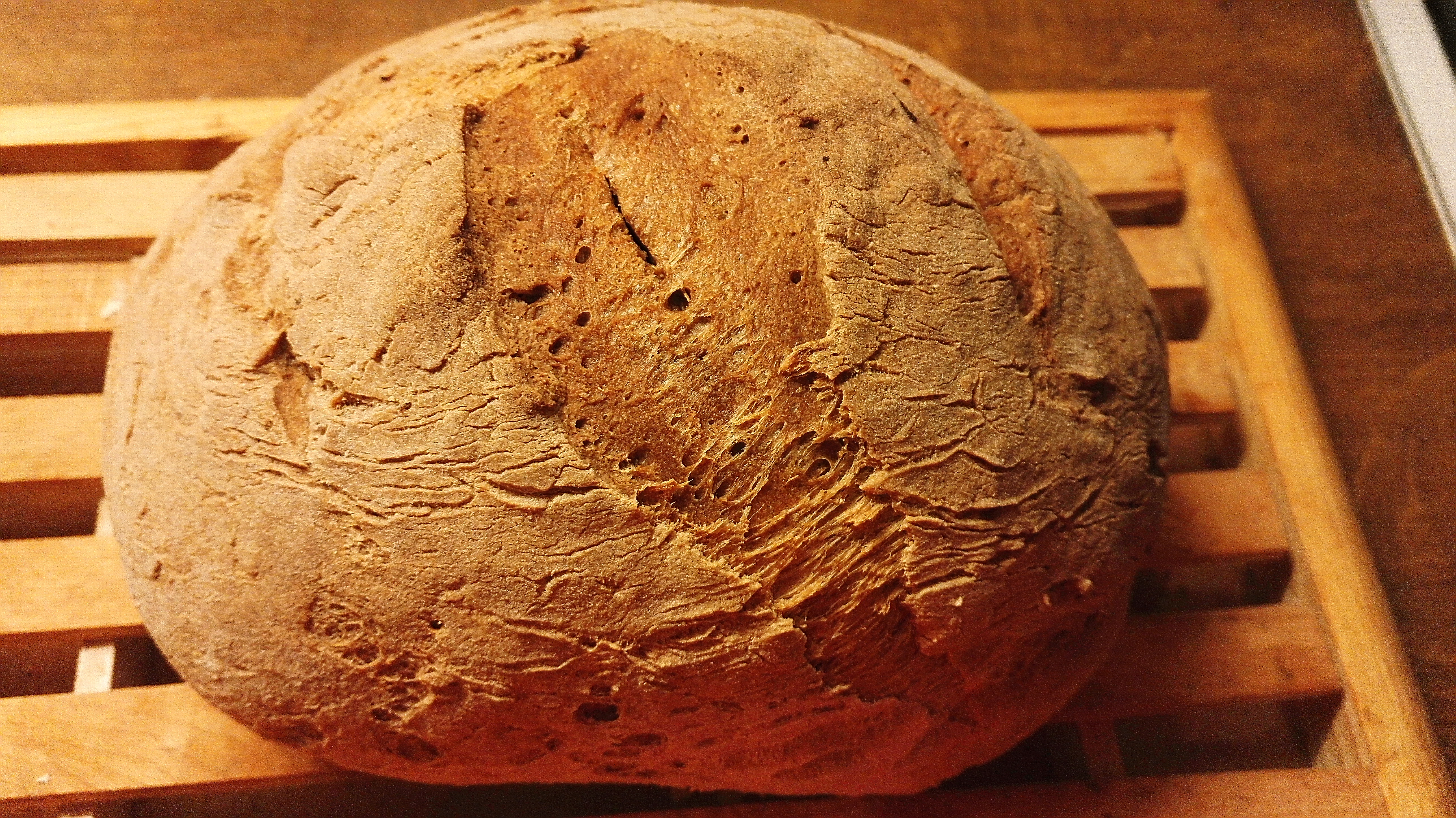
ソバのパン
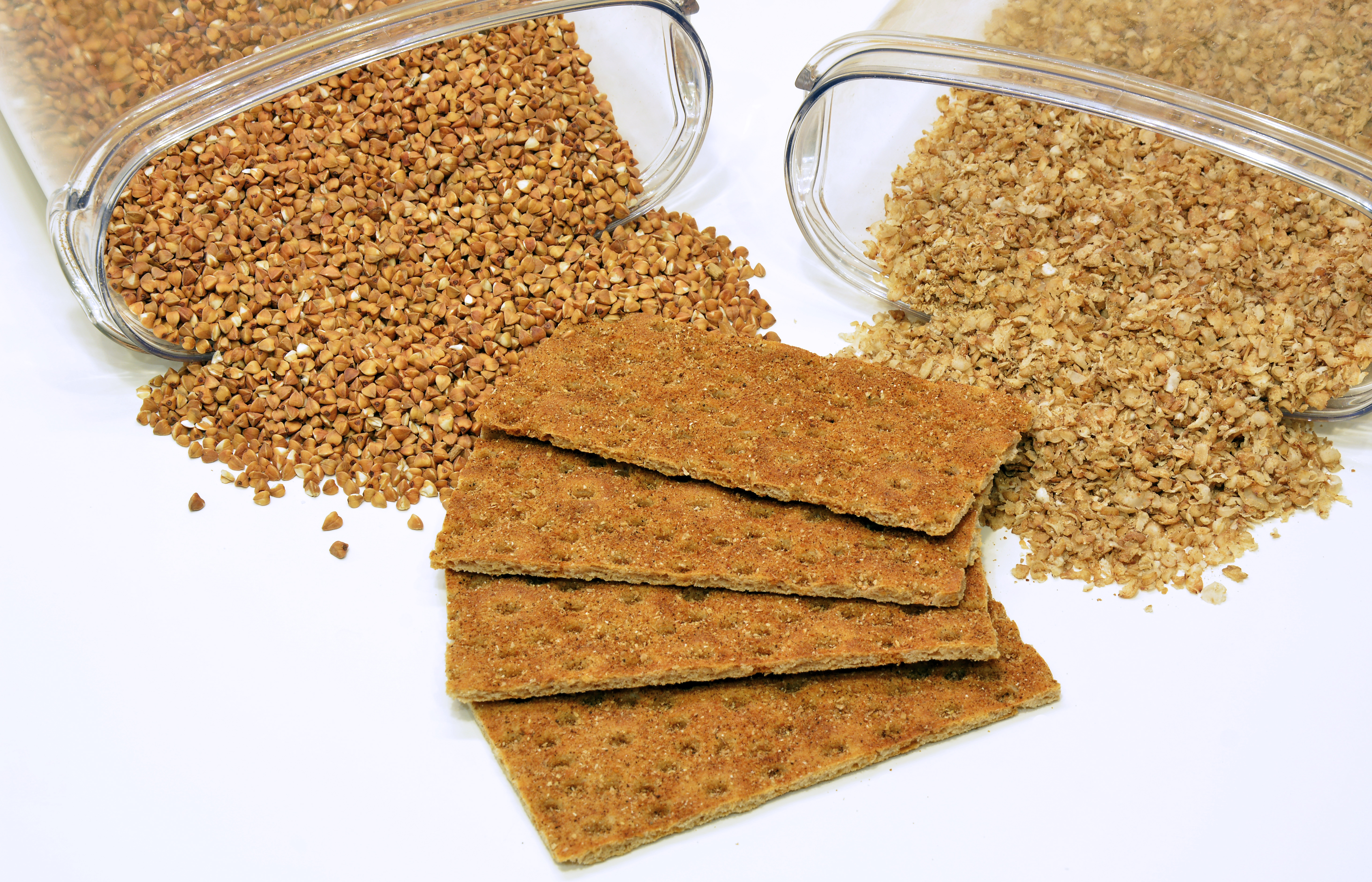
ソバのクラッカー

（量的に言えば）ソバは主に製粉して蕎麦粉として用いられる。蕎麦粉は、ソバの実（種実）から殻（果皮）を除き（丸抜き）、種子の胚乳の部分を粉状にすることで作られている。こうして作られた蕎麦粉を、さらに加工、加熱して食用にする。
フランスのブルターニュ地方のガレット（クレープのもとになったもの）、フランスのパン・オ・サラザン（Pain au Sarrasin。そば粉を主たる材料として焼いたパン）、欧米のソバのパンケーキ、ロシアのブリヌイも歴史の長い調理法である。東アジアのソバ粉を材料とした麺類も歴史が長い。
他にも、ソバの種実を水に浸した後に煮るなどして、実の形で食べられており、東欧ではカーシャとして食べられる。
日本の「そば米」の利用
殻を剥いたソバの種実を水に浸した後に蒸してその後に乾燥させるという方法によって精白したものを日本では「そば米」と呼ぶ。日本では、そば米をそば茶に利用したり、コメと混ぜて炊いて食べたり、焼酎（そば焼酎）の主原料として使用することもある。

#### スプラウト
ソバの幼い茎や葉は、スプラウト（新芽野菜）として食用となる。家庭でソバを栽培し、間引いたソバをサラダの具材として利用するということも行われている。

#### 蜜源利用

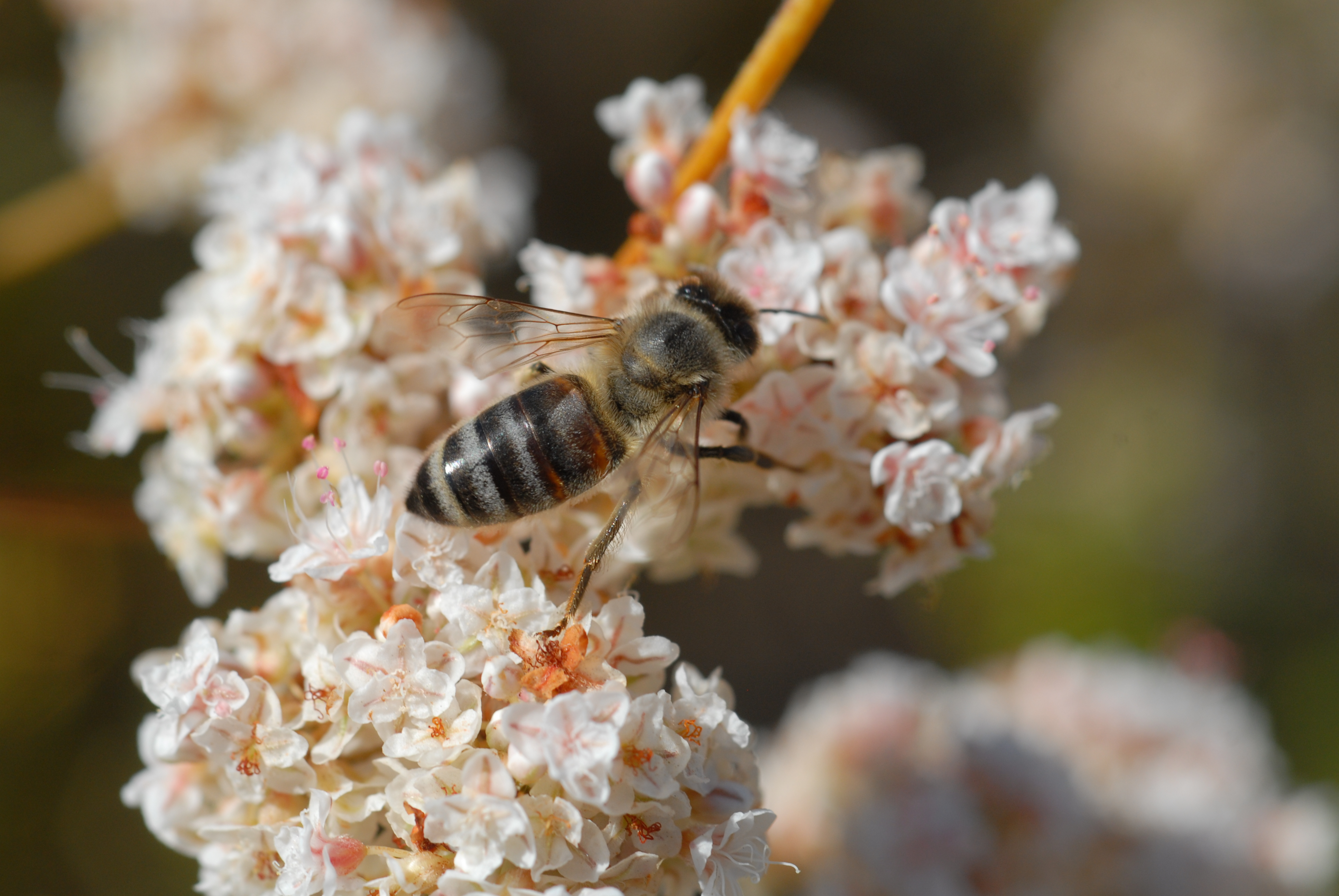
ソバの花から蜜を得るミツバチ

また、ソバは蜂蜜の蜜源植物ともなっている。ソバの花からは黒色で鉄分が多く、独特の香りを持つ蜂蜜が得られる。

### 蕎麦殻の利用
蕎麦殻はソバの実の殻（果皮）であり、比較的簡単に取ることが可能である。
蕎麦殻も産業的に利用される。日本では枕の内容物、土壌改良材、茸栽培の菌床の添加剤などとして使われる。

## 成分、栄養価
ビタミンB群、ルチンなどを多く含むとされ、健康食としてのイメージが強い。しかし、実や茎にファゴピリン（fagopyrin）という物質を含む為、食後に日焼けを伴う程度の紫外線（日光）に当たった場合、光線過敏を起こす。

ファゴピリンの構造式

## アレルギー
実や蜂蜜を含む食品の摂取や接触、粉末の吸引により、アナフィラキシーショック等を伴う急性アレルギー症状を起こすことがある。従って、材料・加工品ともにアレルギー物質を含む食品として食品衛生法施行規則、別表第5の2による特定原材料として指定されている。同法第11条及び同規則第5条による特定原材料を含む旨の表示が義務付けられている。そばアレルギーを持っていないと思われる者でも、蕎麦の実を扱う際などに、アレルギーの症状が顕在化する場合もある。
症状としては、軽い頭痛から嘔吐などさまざまであり、症状は食後すぐから現れる。1988年には、学校給食で児童が蕎麦を食べた事が原因で発作をおこし、吐瀉物が気管に入り窒息死した事故が発生した。また、蕎麦そのものの食用によらず、蕎麦を茹でた湯を共用して茹でた他の麺類の摂取、あるいは重篤な例では皮膚への蕎麦粉の付着、また蕎麦を茹でた湯気の吸引でも発症する。
近年では日本食ブームの高まりから、母国でソバ食を行う文化のない外国人観光客が日本観光でソバを食しアナフィラキシーショックを起こす事例が複数報告されている。そのため日本国内各地のソバの名産地では外国人観光客向けにアレルギーパッチを配布するなどの対応を行っている。

## 品種

### 奨励品種
安定生産に寄与する道県の奨励品種として、以下のものがある。
- 北海道
  - レラノカオリ
  - キタワセソバ
  - キタユキ
  - キタノマシュウ
  - 牡丹そば（よみ：ぼたんそば）
- 青森県
  - 階上早生（よみ：はしかみわせ）
- 岩手県
  - 岩手早生
  - 岩手中生（よみ：いわてなかて）
- 山形県
  - 最上早生（よみ：もがみわせ）
  - でわかおり
- 福島県
  - 会津のかおり
- 新潟県
  - とよむすめ - 夏播用。耐湿性に欠けるため排水対策は必須[21]。
- 茨城県
  - 常陸秋そば
- 長野県
  - 信濃1号 - 夏播専用。春播栽培では熟期遅延を生じ、収穫量は少ない[21]。
  - しなの夏そば - 春播用として用いる、生態型は日長反応性が弱い夏型であるため、夏播用としても栽培が可能。極早生で成熟期まで60日前後[21]。
  - 開田早生
  - 信州大そば
  - タチアカネ
  - 長野Ｓ8号
  - 桔梗11号[60]
- 島根県
  - 出雲の舞
- 宮崎県
  - みやざき早生かおり

### 在来種

#### 在来種とは
在来種は、地域に適した品種とされるが、ソバの場合には、その土地の末尾に「在来」と記して在来種とする場合が多い。
長所として、
- 希少価値のため高く取引される。
- 特性が雑駁なため、特定の障害を回避することがある。

短所として、
- 知的財産権が設定されないため品種や産地が偽装されやすい。
- 組織的な採種がないため、特性が雑駁である。
- 特性が雑駁なため、同一名称のものでも、食味に当たり外れがある。また蕎麦粉などの工業生産に損失が出る。
- 由来のわからない品種等を〇〇在来とよび、在来種扱いすることが多い。ある町では、輸入品種が優占種であったが、数年後、××在来と呼称されるようになった。

などの点があげられる。

#### 在来種の一覧
独立行政法人農業生物資源研究所ジーンバンクに保存されている在来種一覧を示す。在来種は便宜上、収集された時点で、地名+「在来」とされたものであり、同一名称のものでも、同じ特性を持つとは限らない。また、収集地は明らかにされていることが多いが、由来等は不明であり、特性の保証はない。
- 中込在来
- 戸隠そば
- 夏そば
- 在来種（岩手本場）
- 在来種（尾花沢）
- 軽米在来
- 九戸在来
- 一戸在来
- 岩手在来（御堂）
- 滝沢在来
- 外山在来
- 宮城在来
- 有平在来
- 下深萩在来
- 大野在来
- 中妻在来
- 富士ヶ丘在来
- 花園在来
- 原在来
- 蛇穴在来
- 大野平在来
- 所谷在来
- 葛生在来
- 矢板在来
- 益子在来
- 徳島在来
- 立川在来
- 鹿屋
- 有明
- 滝沢在来
- 来迎寺在来
- 矢祭在来
- 鳥越在来
- 殿下在来
- 妙高在来
- 堀之内在来
- 鹿沼在来
- 番所在来
- 戸隠在来
- 開田在来
- 安曇在来
- 塩尻在来
- 北設楽郡在来
- 朝日在来
- 伊予三島在来
- 日吉在来
- 高知在来
- 立川在来
- 三好在来
- 木頭在来
- 香川在来
- 窪川在来
- 海士在来
- 大栄在来
- 新見在来
- 松浦在来
- 福岡在来（甘木）
- 北山在来（佐賀県）
- 熊本在来
- 宮崎在来
- 在来種（串間市北）
- 鯖江在来（片上産）
- 金山在来
- 西合志在来
- 久木野在来
- 井原市在来
- 新見市在来

など多数。

## ギャラリー

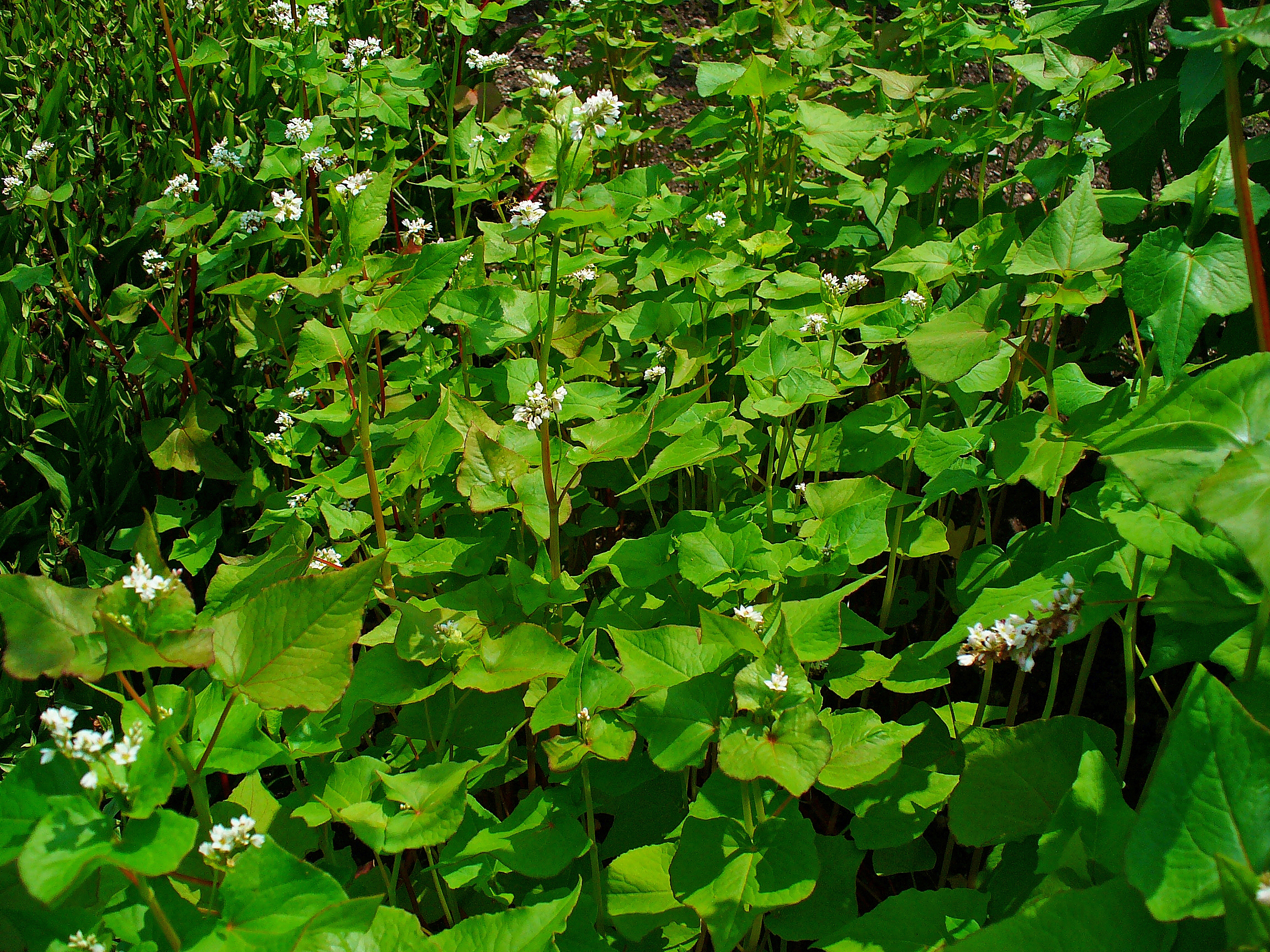
葉
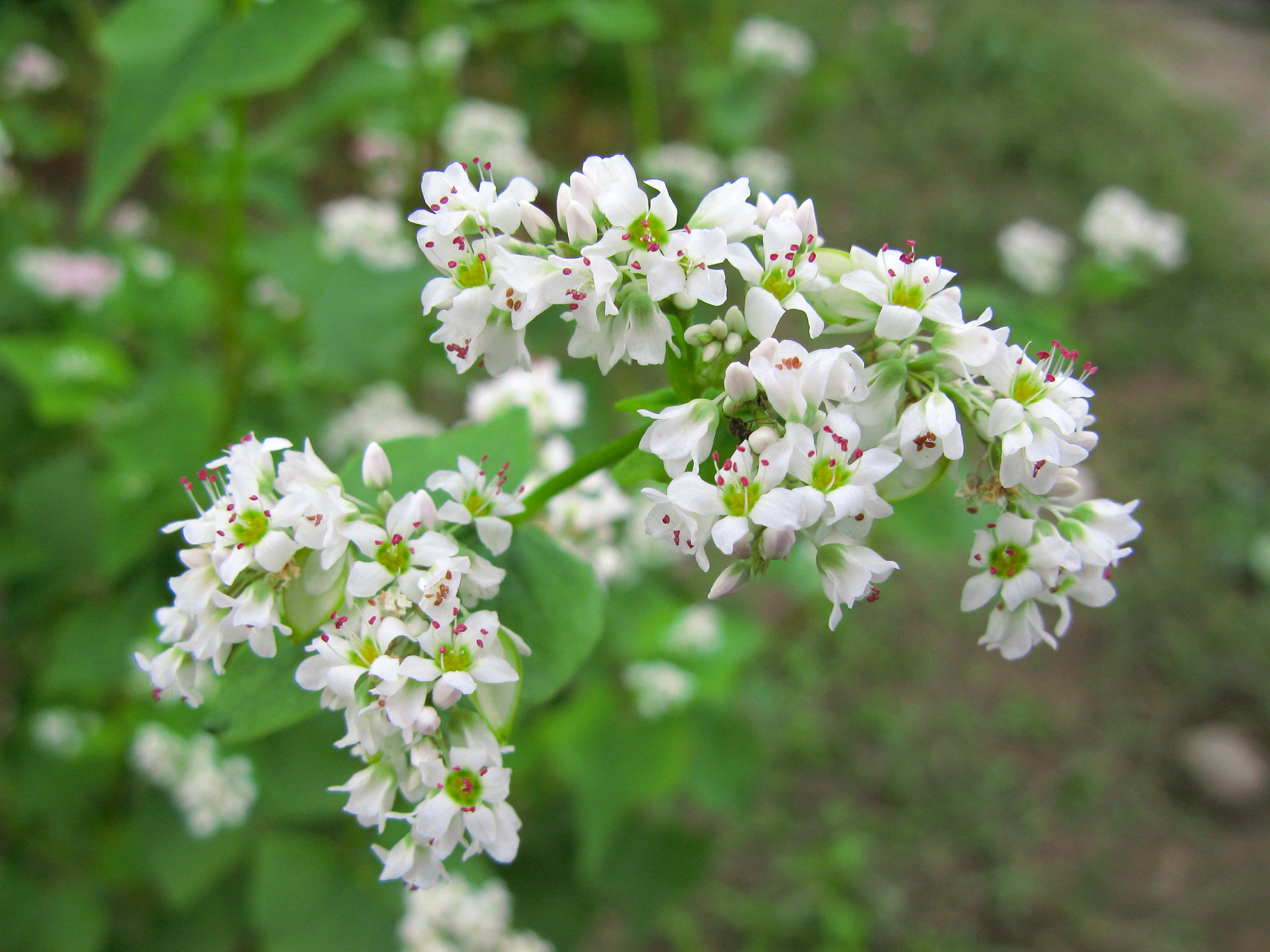
花（白花）
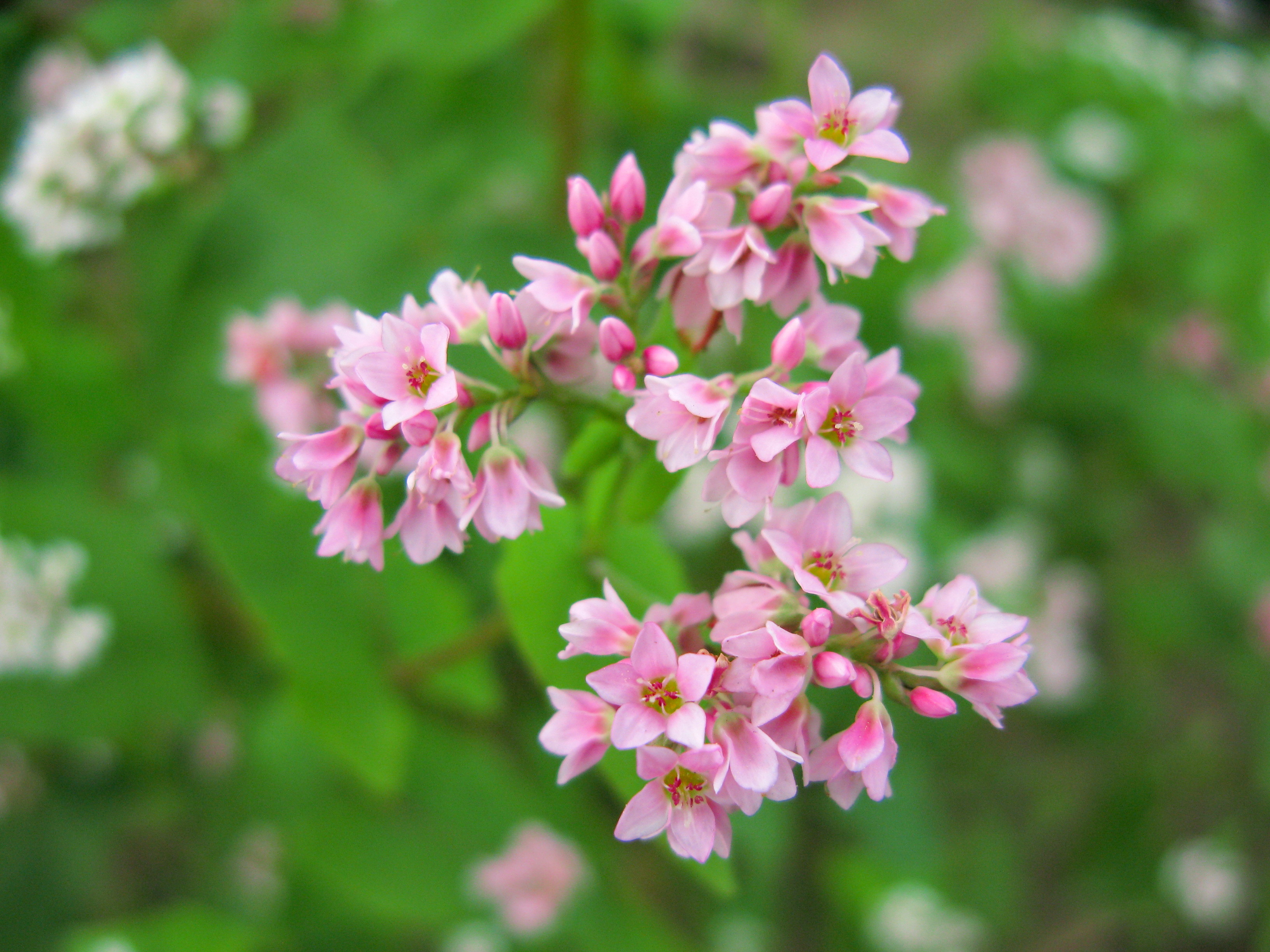
花（赤花）
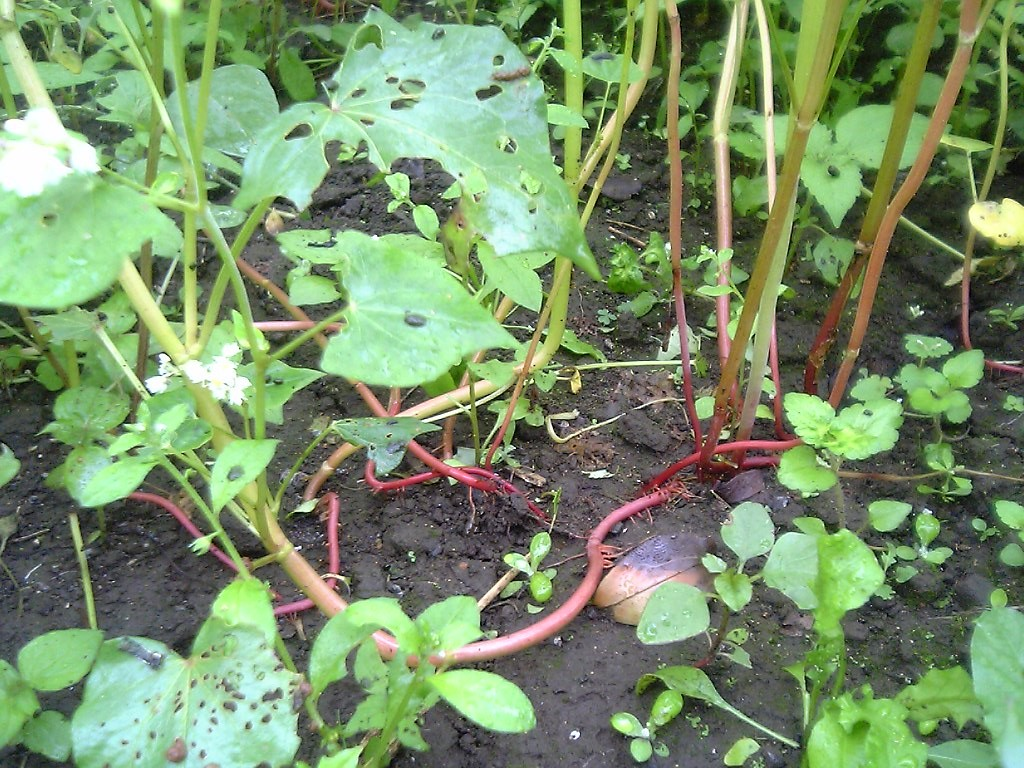
茎と根
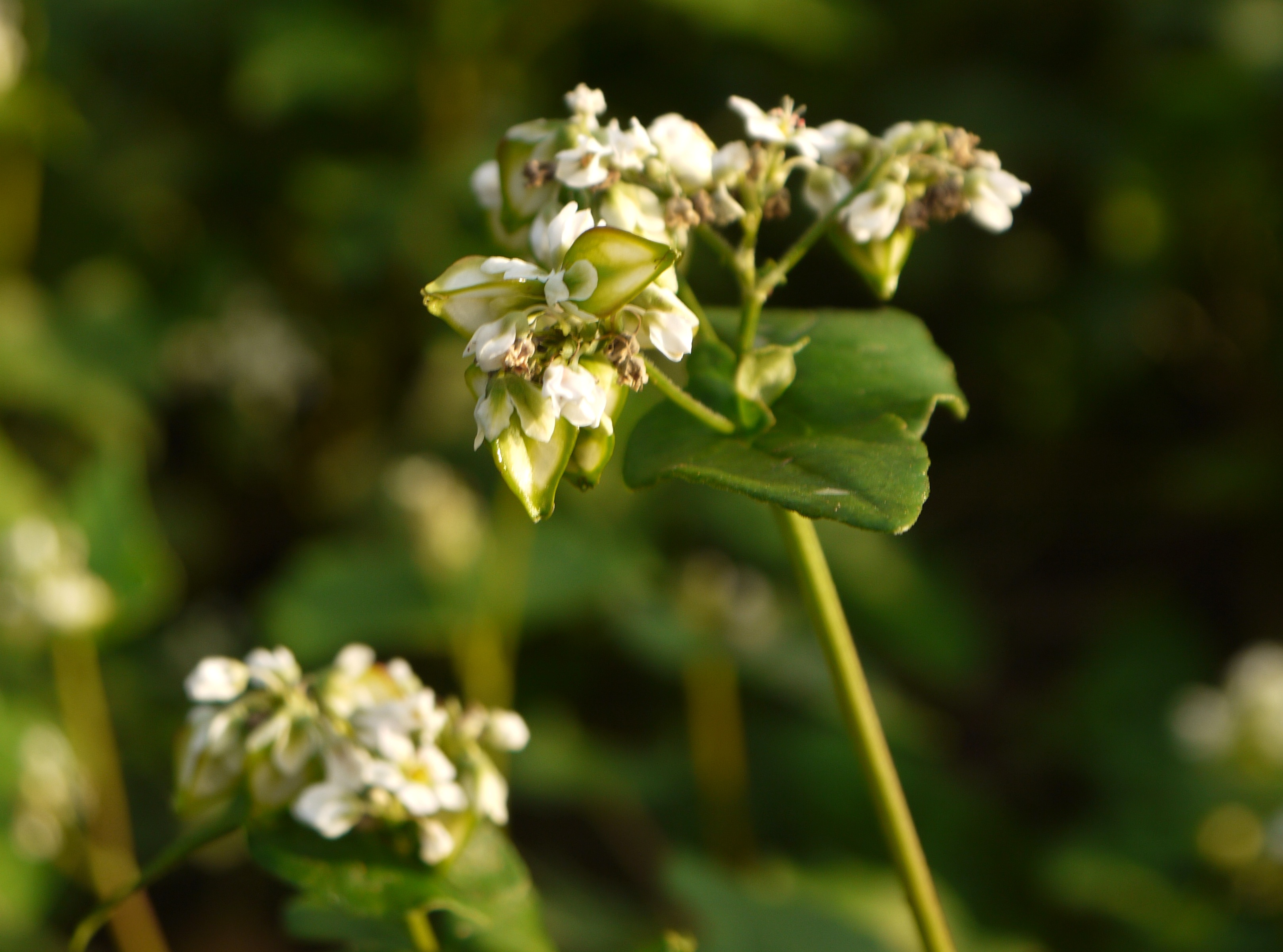
開花後の若い実
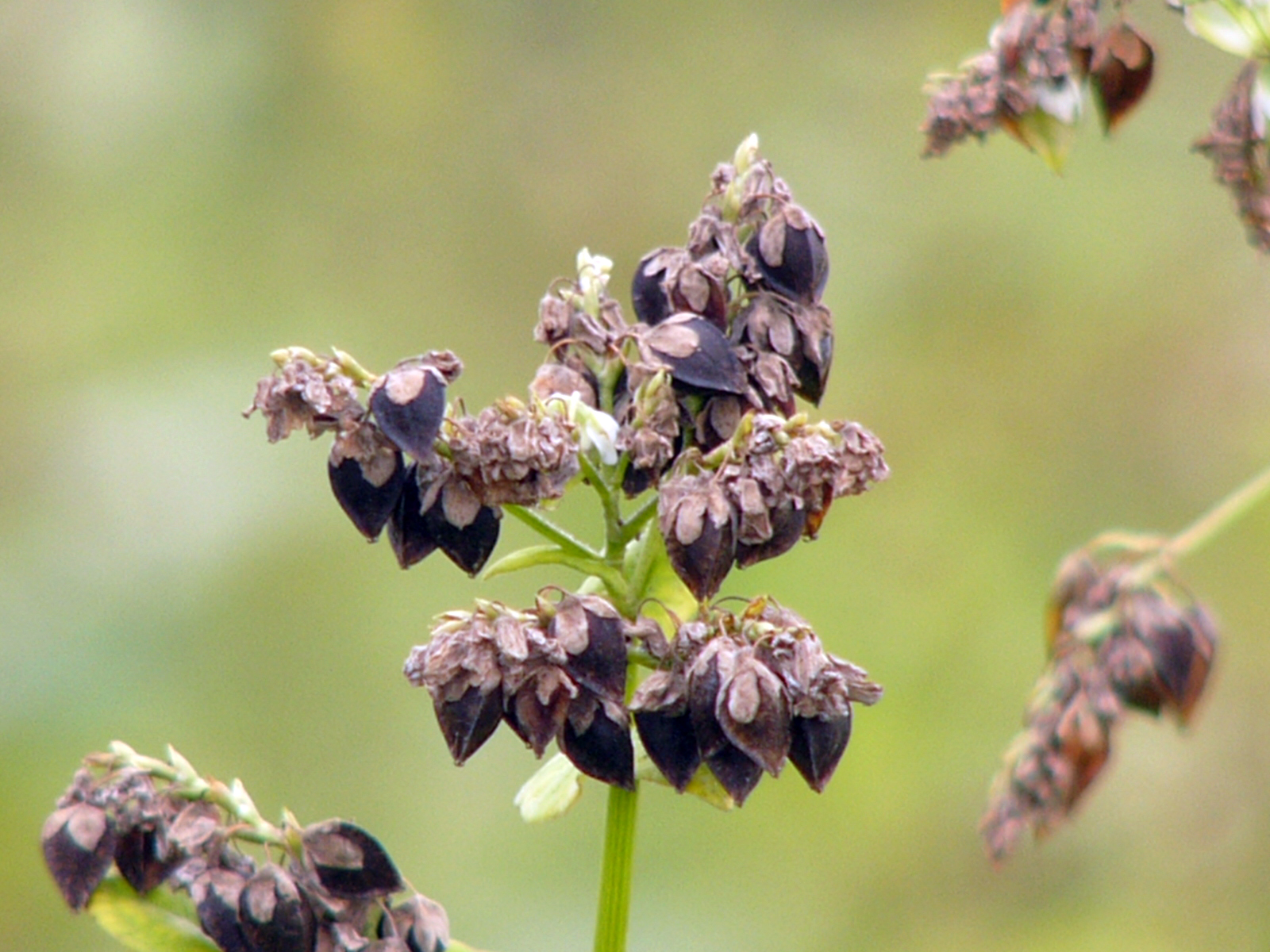
種子

## 主な参考文献
- 井上直人『そば学 : sobalogy-食品科学から民俗学まで』柴田書店、2019年。ISBN 9784388353552。 NCID BB28748480。
- 俣野敏子『そば学大全 : 日本と世界のソバ食文化』平凡社〈平凡社新書 152〉、2002年。ISBN 4582851525。 NCID BA58777775。
- 小原章裕、玉置ミヨ子『食品科学』三和書房、1996年4月15日。ISBN 4-7833-0620-6。